# Аманат Али
Аманат Али (урду امانت علی‎‎, англ. Amanat Ali; род. 10 октября 1987 года) — пакистанский певец и композитор. Закадровый исполнитель Болливуда и Лолливуда.

## Биография
Аманат Али родился в Фейсалабаде 10 октября 1987 года. В 2007 году занял второе место на конкурсе телевизионной песни Sa Re Ga Ma Pa Challenge 2007. Отметился работой в Болливуде, записав песни для таких фильмов, как «Достана» и «Бал Ганеш».
В 2013 году в фильме «Живой полёт» прозвучала написанная и записанная им песня «Kurri YES ai, Munda SET ai». Фильм получил признание критиков и имел коммерческий успех. В итоге он был выдвинут в качестве официального кандидата от Пакистана на премию Оскар. Аманат Али записал на OST песни для различных телевизионных шоу, включая «Shaam» (2009), «Dil Ko Manana Aaya Nahin» (2011), «Hum Parindey» (2012), «Raju Rocket» (2012) и «Ishq Samander» (2013).
Аманат Али участвует в многочисленных шоу на местном и международном уровнях. Его первые международные гастроли прошли в 2008 году с Атифом Асламом, Кайлашем Кхером и Ричей Шармой. В 2008—2009 годах прошло его сольное турне по США и Канаде. Он снова гастролировал по США и Канаде в 2012 году. Аманат Али также является популярным исполнителем в ОАЭ, Норвегии и Индии. В 2012 году он был одним из исполнителей на Lux Style Awards.
Имеет хорошее классическое музыкальное образование. Владеет 10 инструментами, включая табла, фисгармонию, дхолак, гитару, фортепиано, барабан, конго и пакхавадже (разновидность дхолака).